# デイヴ・ヴァレンティン
デイヴ・ヴァレンティン（Dave Valentin、1952年4月29日 - 2017年3月8日）は、アメリカ・ニューヨーク出身のジャズ・フルート奏者。

## 来歴
プエルトリカンの両親の元に生まれ、ブロンクス・コミュニティ・カレッジを卒業。10歳になるまでに、コンガやボンゴなどのラテン・パーカッションを操っていたが、12歳にはラテン・クラブで働くようになっており、もっと専門的に音楽を学びたいと考えていた。
ジュリアード音楽院出身のヒューバート・ロウズのプライベート・クラスに入り、フルートに転向。ロウズによると、ヴァレンティンのフルートでのサウンドがすばらしくサクソフォーンとの掛け持ちはさせなかったという（当時のビッグ・バンドでは、通常サクソフォーン・セクションの誰かが同じ木管パートのフルートも受け持った）。当初はラテン・ミュージシャンの影響を受けていたが、次第に師のヒューバート・ロウズらのアメリカン・ジャズへと傾倒していく。
1940年代以降の音楽シーンでは、トランペットの大御所でラテン音楽に注目していたディジー・ガレスピーやキューバ出身のパーカッショニスト（打楽器奏者）であるチャノ・ポソらによって、ジャズにラテン・リズムを融合させ、ラテン・ジャズという新しい音楽が推進されていた時期である。マチートやマリオ・ブーザらのアレンジメントがこの動きに拍車をかけ、この新しいジャズのスタイルに多くのファンやヴァレンティンのような若いアーティストを巻き込んでいった。
ヴァレンティンはやがてプロとしてラテン・バンドで演奏するようになるが、その過程で、打楽器のような音の刻み方をしたり音色に自身の声を混ぜるなど従来にはない独自のフルート奏法を編み出し、そのようなテクニックを武器にして、ジャズのみならずR&Bや、あるいはサルサ、メレンゲなど幅広いジャンルの音楽を研究してこの流れに踏み込んでいき、その非凡な才能によって、アメリカのみならず世界各地にその名を印象付けていった。
1977年、25歳のときにリカルド・マレロのグループとともにレコーディング・デビュー、同時にノエル・ポインターのアルバムにも参加している。デイヴ・グルーシンおよびラリー・ローゼンに見出され、設立されたばかりの「GRP (Grusin/Rosen Productions)」レーベルの最初のアーティストとして契約した。以降、このレーベルのポピュラーな魅力となって16枚のアルバムをリリース、ポップス、R&B、ブラジル音楽などからの影響をラテンやスムーズ・ジャズと組み合わせて、滑らかで理解しやすいクロスオーヴァー・ジャズのかたちを創りあげ、市場では最も売れるラテン･ジャズ・ミュージシャンとなった。
1985年にはグラミー賞の候補ともなり、また、7年間にわたり「Jazziz Magazine Readers」の「リーディング・ジャズ・フルーティスト (The leading jazz flutist)」とされた。1988年には、ジャズ・クラブ「ブルーノート」に出演、その録音盤は『デイヴ・ヴァレンティン・ライヴ・アット・ザ・ブルー・ノート』としてリリースされた。
1990年には、ジャズ・フルートの先達であるハービー・マンとのセッションを録音し、それがアルバム『トゥー・アミーゴス』となった。1996年には「RMMレコード」から『Primitive Passions』を、1999年にはコンコード・ジャズから『Sunshower』をリリースしたが、ヒューバート・ロウズの多大な影響を受け、スムーズ・ラテン・ジャズの色合いをより全面に押し出したものとなっている。また、彼の作品においては、作曲家・編曲家・バンドリーダーとしての他に、「the most celebrated Latin flutist today」であるとクレジットされている。
2000年、同じプエルトリカンでラテンの大家であるティト・プエンテとの協演が、ラテン・ジャズのドキュメンタリー・フィルム『Calle 54』に収められた。また、キューバ出身の打楽器奏者であるホレイシヨ・エル・ネグロ・ヘルナンデス および女性ボーカリストの ミオ・ソティスとツアーを行った。
2005年からは、ハイノート・レコードと契約、『World On A String』 (2005年)、そして『Come Fly With Me』 (2006年)をリリースした。また、ピアニストのビル・オコンネルといくつかのコラボレーションを行い、2006年のラテン・グラミー賞にノミネートされた。
2017年3月8日、パーキンソン病および脳卒中の合併症によりブロンクスにて死去（64歳）。

## ディスコグラフィ

### アルバム
- 『レジェンズ』 - Legends (1979年、GRP)
- 『ザ・ホーク』 - The Hawk (1980年、GRP)
- 『サード・アイ』 - Land of the Third Eye (1980年、GRP)
- 『パイド・パイパー』 - Pied Piper (1981年、GRP)
- 『ラヴズ・タイム』 - In Love's Time (1982年、Arista/GRP)
- 『フルート・ジュース』 - Flute Juice (1983年、GRP)
- 『カラハリ』 - Kalahari (1984年、GRP)
- 『ジャングル・ガーデン』 - Jungle Garden (1985年、GRP)
- 『ライト・ストラック』 - Light Struck (1986年、GRP)
- 『マインド・タイム』 - Mind Time (1987年、GRP)
- 『デイヴ・ヴァレンティン・ライヴ・アット・ザ・ブルー・ノート』 - Live at the Blue Note (1988年、GRP)
- 『トゥー・アミーゴス』 - Two Amigos (1990年、GRP) ※With ハービー・マン
- 『ミュージカル・ポートレイツ』 - Musical Portraits (1992年、GRP)
- 『レッド・サン』 - Red Sun (1993年、GRP)
- 『トロピック・ヒート』 - Tropic Heat (1994年、GRP)
- Sunshower (1999年、Concord Jazz)
- Primitive Passions (2005年、RMM)
- World on a String (2005年、HighNote)
- Come Fly With Me (2006年、HighNote)
- Pure Imagination (2011年、HighNote)

スティーヴ・ターレ
- The Spirits Up Above (2004年、HighNote)

GRPオールスター・ビッグ・バンド
- 『GRPオールスター・ビッグ・バンド・プレイズ・ジャズ・スタンダーズ』 - GRP All-Star Big Band (1992年、GRP)